# Kenny Souza
Kenny Souza es un deportista estadounidense que compitió en duatlón. Ganó una medalla de oro en el Campeonato Mundial de Duatlón de 1990.

## Palmarés internacional
| Campeonato Mundial | Campeonato Mundial               | Campeonato Mundial | Campeonato Mundial |
| Año                | Lugar                            | Medalla            | Prueba             |
| ------------------ | -------------------------------- | ------------------ | ------------------ |
| 1990               | Cathedral City ( Estados Unidos) | Medalla de oro     | Individual         |